# المجلس الدولي للعلوم
المجلس الدولي للعلوم (بالإنجليزية: International Council of Scientific Unions)‏، والمعروف سابقا باسم  المجلس الدولي للاتحادات العلمية  تأسس في 1931 لوضع خطة عمل دولية (ولكن ليس بين البلدان)، وهي منظمة تسعى إلى العلم والتعاون الدولي. الأعضاء هم 31 اتحاد علمي و121 عضو وطني.

## الأعضاء
المجلس الدولي للعلوم يتكون اليوم من 31 عضو في شكل اتحادات علمية، و121 عضو وطني يغطون 141 دولة. إلى جانب ذلك يتصل المجلس مع 22 شريك علمي دولي.

### الاتحادات العلمية الدولية
| الاتحاد العلمي                                          | تاريخ الإنضمام | المجال                                          |
| ------------------------------------------------------- | -------------- | ----------------------------------------------- |
| الاتحاد الفلكي الدولي                                   | 1919           | علم الفلك                                       |
| المنظمة الدولية للأبحاث الدماغية                        | 1993           | علوم عصبية                                      |
| الاتحاد الجغرافي الدولي                                 | 1923           | جغرافيا                                         |
| الاتحاد الدولي للرياضيات                                | 1922           | رياضيات                                         |
| الاتحاد الدولي لأبحاث العصر الرباعي                     | 2005           | العصر الرباعي                                   |
| الجمعية الدولية لعلم الاجتماع                           | 2011           | علم الاجتماع وعلوم اجتماعية                     |
| الجمعية الدولية للمسح التصويري والاستشعار عن بعد        | 2002           | مساحة تصويرية واستشعار عن بعد                   |
| الاتحاد الدولي للأنثروبولوجيا وعلم الأعراق البشرية      | 1993           | علم الإنسان وعلم الأعراق                        |
| الاتحاد الدولي للكيمياء الحيوية والبيولوجيا الجزيئية    | 1955           | كيمياء حيوية وعلم الأحياء الجزيئي               |
| الاتحاد الدولي للعلوم البيولوجية                        | 1925           | علم الأحياء                                     |
| الاتحاد الدولي لعلم البلورات                            | 1947           | علم البلورات                                    |
| الاتحاد الدولي لمنظمات بحوث الغابات                     | 2005           | علم التحريج                                     |
| الاتحاد الدولي لعلوم وتكنولوجيا الأغذية                 | 1996           | علم الغذاء وتكنولوجيا الغذاء                    |
| الاتحاد الدولي لعلم المساحة التطبيقية وعلم فيزياء الأرض | 1919           | علم شكل الأرض ومساحتها (جيوديسيا) وفيزياء الأرض |
| الاتحاد الدولي للعلوم الجيولوجية                        | 1961           | جيولوجيا                                        |
| الاتحاد الدولي لتاريخ وفلسفة العلوم                     | 1947           | تاريخ العلوم وفلسفة العلوم                      |
| الاتحاد الدولي للجمعيات المناعية                        | 1976           | علم المناعة                                     |
| الاتحاد الدولي لجمعيات أبحاث المواد                     | 2005           | علم المواد                                      |
| الاتحاد الدولي للجمعيات الميكروبيولوجية                 | 1982           | علم الأحياء الدقيقة                             |
| الاتحاد الدولي لعلوم التغذية                            | 1968           | تغذية                                           |
| الاتحاد الدولي للفيزياء الحيوية البحتة والتطبيقية       | 1966           | فيزياء حيوية                                    |
| الاتحاد الدولي للكيمياء البحتة والتطبيقية               | 1919           | كيمياء                                          |
| الاتحاد الدولي للفيزياء البحتة والتطبيقية               | 1922           | فيزياء                                          |
| الاتحاد الدولي للفيزياء وعلوم الهندسية في الطب          | 1999           | فيزياء طبية وهندسة طبية حيوية                   |
| الاتحاد الدولي لعلم الصيدلة السريرية الأساسية           | 1972           | علم الصيدلة                                     |
| الاتحاد الدولي للعلوم الفسيولوجية                       | 1955           | علم وظائف الأعضاء                               |
| الاتحاد الدولي للعلوم النفسية                           | 1982           | علم النفس التجريبي                              |
| الاتحاد الدولي لعلوم التربة                             | 1993           | علم دراسة التربة                                |
| الاتحاد الدولي للميكانيكا النظرية والتطبيقية            | 1947           | ميكانيكا                                        |
| الاتحاد الدولي لعلم السموم                              | 1966           | علم السموم                                      |
| الاتحاد الدولي لعلوم راديو                              | 1919           | إبراق لاسلكي                                    |

## مقار المجلس
يقع المقر الرسمي للمجلس في باريس (فرنسا) تحديدا في الدائرة السادسة عشر.

يمتلك المجلس عدة مكاتب جهوية وهي:
- أفريقيا: بريتوريا (جنوب أفريقيا)
- آسيا والمحيط الهادئ: كوالالمبور (ماليزيا)
- أمريكا اللاتينية والكاريبي: مكسيكو (المكسيك)